# WHSmith

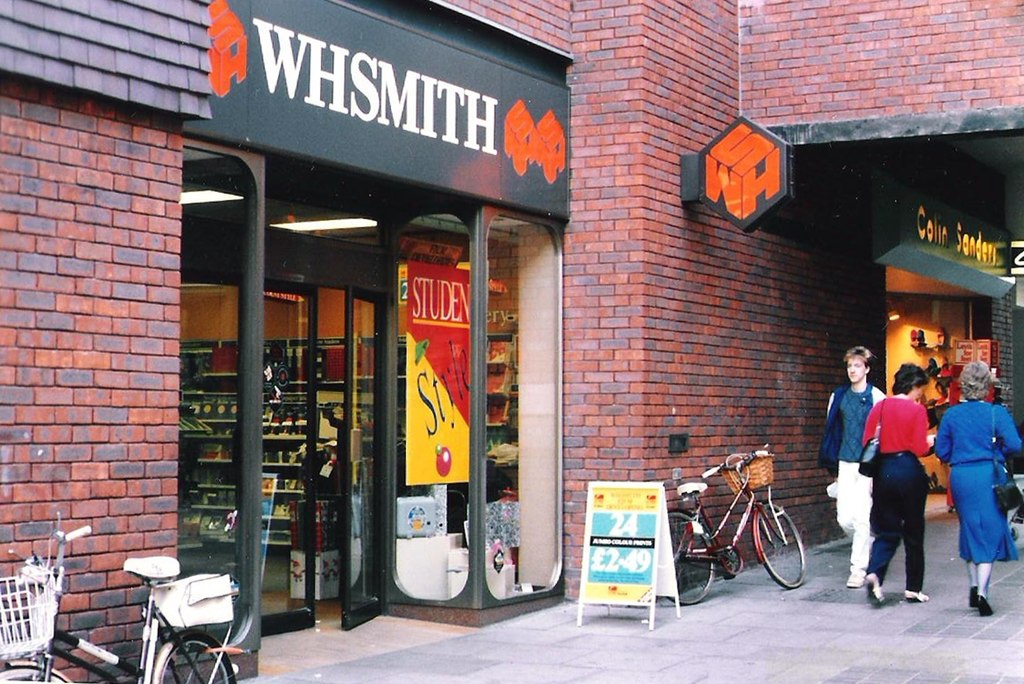
Un negozio WH Smith a Huntingdon

WH Smith (noto anche come WHSmith, WHS o colloquialmente come Smith's, e precedentemente WH Smith & Son) è un'azienda britannica, con sede a Swindon, in Inghilterra, che gestisce una catena di negozi situati lungo strade principali, stazioni ferroviarie, aeroporti, porti, ospedali e stazioni di servizio autostradali che vendono libri, cancelleria, periodici, prodotti di intrattenimento e dolciumi.
L'azienda è stata costituita da Henry Walton Smith e sua moglie Anna nel 1792 come edicola a Londra. Rimase sotto la proprietà della famiglia Smith per molti anni e vide un'espansione su larga scala negli anni '70 quando l'azienda iniziò a diversificarsi in altri mercati. A seguito di un'acquisizione di private equity respinta nel 2004, la società ha iniziato a concentrarsi sul proprio core business al dettaglio. È stata la prima catena di vendita al dettaglio al mondo ed è stata responsabile della creazione dell'identificatore del libro ISBN.
WH Smith è quotata alla Borsa di Londra e fa parte dell'indice FTSE 250. Nel 2017 ha celebrato il suo 225º anniversario.